# 世紀大廈

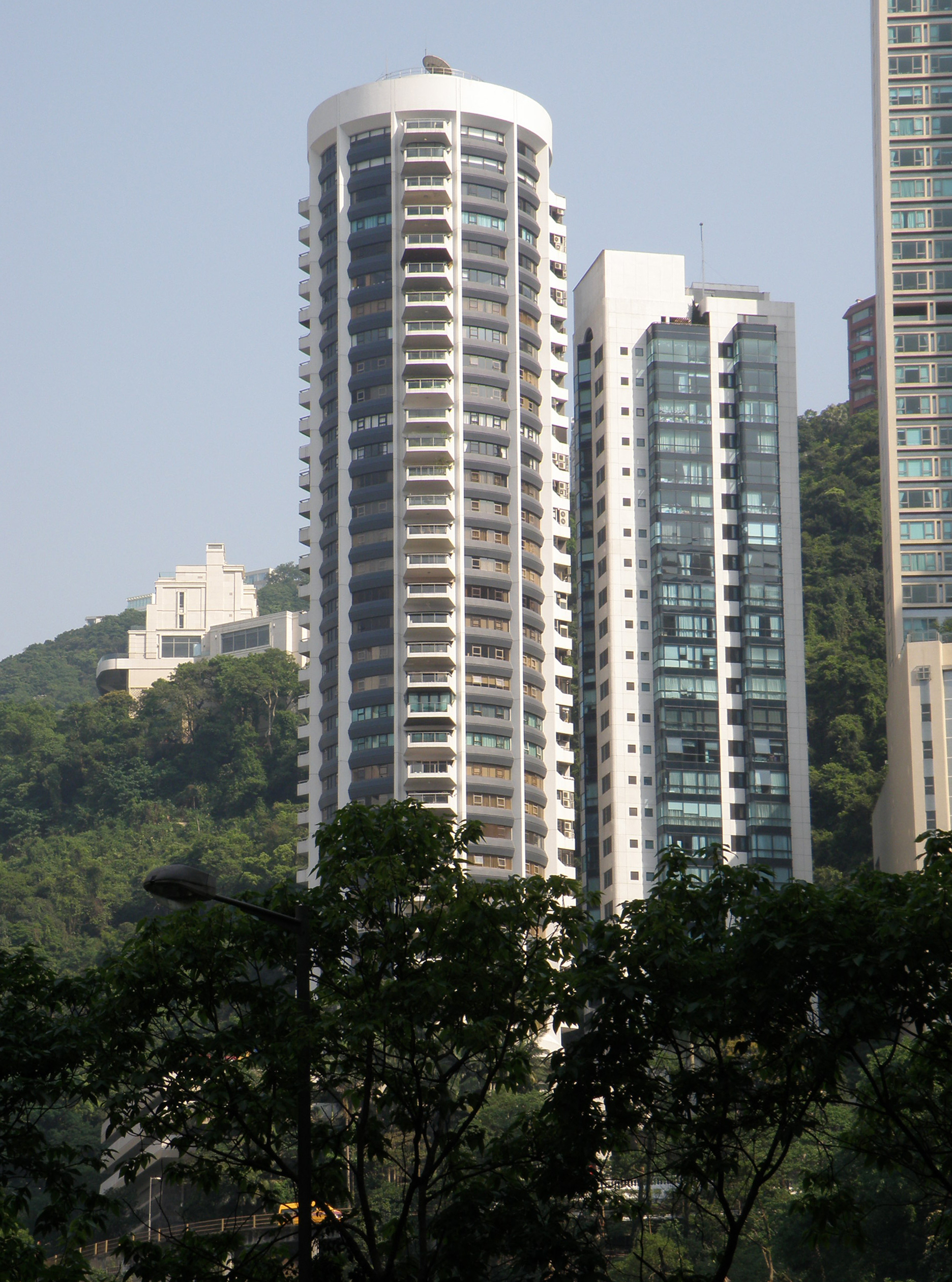
世紀大廈1座（左）及2座（右）

世紀大廈（英語：Century Tower）位處香港島中半山地利根德里1A號（近梅道），屋苑由兩座物業組成，由香港置地（第1座）和嘉里建設（第2座）發展，共提供82個單位。1座物業於1970年入伙，整幢大樓為圓筒形設計，樓高35層，1梯兩伙（另設特色戶），單位建築面積分別為2,365和2,565平方英尺。2座較1座遲22年建成，入伙日期為1992年4月，建築呈方形，1梯1伙，單位建築面積達3,663平方英尺。

## 設計問題
1座大樓屬筒形設計，大廈中央位置設有天井，所有污水渠、抽氣及排氣管道都放置其中。由於只有天井頂部露天，大廈低層單位排出的廢氣或異味可能被高層單位抽入，嚴重影響衛生。